# 辻二郎
辻 二郎（つじ じろう、1927年5月11日 - 2022年4月1日）は、日本の化学者。Ph.D.（米国コロンビア大学）。東京工業大学栄誉教授。滋賀県出身。
パラジウム触媒を用いた有機合成反応の先駆者。世界で最初にパラジウム化合物を用いる炭素-炭素結合生成反応を発見した。中でも辻・トロスト反応は有名である。

## 来歴
1927年に、滋賀県蒲生郡近江八幡町（現在の近江八幡市）に生まれた。八幡商業学校、彦根工業専門学校（現滋賀大学）を経て、1951年京都大学理学部卒業。東レ基礎研究所研究主幹、東京工業大学工学部教授、岡山理科大学工学部教授、倉敷芸術科学大学産業科学技術学部教授を歴任。2011年東京工業大学栄誉教授。Ph.D.（米国コロンビア大学）。2022年4月1日、悪性リンパ腫のため東京都港区の病院で死去。94歳没。
- 1951年 - 京都大学理学部化学科卒業
- 1951年 - 日本新薬研究員（1956年-1960年休職）
- 1957年 - ベイラー大学大学院化学科修士課程修了
- 1960年 - コロンビア大学大学院化学科博士課程修了（学位Ph.D.）
- 1962年–1974年 - 東レ基礎研究所主任研究員
- 1974年–1988年 - 東京工業大学工学部化学工学科教授
- 1988年–1996年 - 岡山理科大学工学部応用化学科教授
- 1996年–1999年 - 倉敷芸術科学大学産業科学技術学部機能物質化学科教授
- 2022年4月1日 - 死去[1]

## 主な受賞
- 1980年 - 日本化学会賞「遷移金属化合物を用いる新しい有機合成プロセスの研究」
- 1994年 - 紫綬褒章受勲
- 2004年 - 日本学士院賞「パラジウム触媒を活用する新有機合成反応の研究」[2]
- 2014年 - テトラヘドロン賞 「辻・トロスト反応」

## 関連人物
- 星野敏雄